# 鋩灰蝶
鋩灰蝶（Euaspa milionia），又名軛灰蝶、台灣單帶小灰蝶、單帶灰蝶、單帶小灰蝶、台灣一文字小灰蝶，为灰蝶科鋩灰蝶屬下的物種，分布於喜馬拉雅、中南半島北部、海南島與台灣。

## 描述
本種為中小型灰蝶，雌雄外型相似，無明顯二型性。體背褐色，腹面白色。雄蝶前足跗節癒合、末端尖銳；雌蝶不癒合。觸角深褐，有白環；下唇鬚白色帶褐、末端尖；複眼具白緣，並被毛。足為白色，脛節與跗節有深褐色紋帶。
前翅長13-16 mm，呈三角形，後翅圓形，CuA2脈末端具絲狀尾突。翅背面底色深褐，前翅內半部及後翅廣泛覆藍紫色鱗，具金屬光澤；前翅有白斑，後翅外緣有白色細線。翅腹面為褐色，中央有一條明顯粗白帶，前翅較清晰；亞外緣為白圈組成之斑列。臀區及CuA1室具黑點與橙色斑，構成眼狀斑。緣毛多為白色。

## 分佈
分佈於台灣、海南島、中國西南、印度北部、尼泊爾及不丹等地。
鋩灰蝶廣泛分布於臺灣本島中海拔原始山區，從北部到南部皆可見，但因出現期短及成蝶活動力弱，發現不易。